# Возрождение
Возрожде́ние, или Ренесса́нс (фр. Renaissance, итал. Rinascimento, от лат. renasci — рождаться заново, возрождаться) — одна из культурно-исторических эпох, переломный для истории Европы этап между Средними веками и Новым временем, заложивший основы новой европейской культуры (также Раннее Новое время).
В Италии начало эпохи Возрождения относят к XIV веку — периоду проторенессанса, или треченто (культуры 1300-х годов). Расцвет культуры итальянского Возрождения приходится на XV—XVI века, в котором выделяют Высокое Возрождение (от конца 1490-х годов, до первой четверти XVI века). В странах Центральной и Северной Европы эпоха Возрождения наступила позднее и приобрела специфические черты. Таковы Северное Возрождение и Французский Ренессанс.

## Происхождение термина
Итальянское слово «rinàscita» встречается в «Комментариях» Лоренцо Гиберти (I Commentari, 1452—1455), книге о художниках его времени, откуда это слово заимствовал Джорджо Вазари, составивший «Жизнеописания наиболее знаменитых живописцев, ваятелей и зодчих» (1550). Вазари отметил этим словом деятельность своих предшественников, художников начала XVI века, «после долгих лет упадка в период средневековья и варварства». Он писал «о пелене, которая заволокла умы людей» и которая неожиданно «то ли Божьей милостью, то ли под воздействием звёзд спала» и художники вдруг увидели «истинно прекрасное». По его определению, «возрождение — это возвращение человека к своему естественному гармоничному состоянию в отношениях с природой». Поэтому «природа — это образец, а древние — школа». Время, предшествующее Возрождению гуманисты называли «темными веками».
В 1855 году французский историк Жюль Мишле дал «кальку» итальянского термина в заглавии седьмого тома «Истории Франции». В 1860 году был опубликован труд швейцарского историка Якоба Буркхардта «Культура Италии в эпоху Возрождения» (Die Kultur der Renaissance in Italien). С тех пор слова «возрождение» и «ренессанс» стали синонимами и общепринятыми для обозначения переломной эпохи в истории культуры.

## Идейные основания культуры Возрождения
Отличительная черта эпохи Возрождения — светский характер культуры, её гуманизм и антропоцентризм, возросший интерес к античности. Тезису о решающем значении экономических факторов: расширения торговли и товарно-денежных отношений, развития мануфактурного производства, в настоящее время придаётся всё меньшее значение. Перелом в духовной культуре возник в результате естественной эволюции религиозного мировоззрения и расширения представлений об окружающем мире. В отношении искусства очевидно, что античность средневековые мастера знали и раньше и даже использовали формы античного искусства в своих произведениях, но, согласно определению Вазари, их искажали и «только в Италии конца XV— начала XVI века произошла контаминация — органичное слияние прекрасных форм, созданных в античности, с новыми идеями христианского гуманизма и пантеизма».

## Общая характеристика
Новая культурная парадигма возникла вследствие кардинальных изменений общественных отношений в Европе.
Особое значение в становлении Возрождения имело падение Византийского государства, и бежавшие в Европу византийцы, взявшие с собой свои библиотеки и произведения искусства, содержавшие множество античных источников, неизвестных средневековой Европе, а также являвшиеся носителями античной культуры, в Византии никогда не забывавшейся. Так, под впечатлением от выступления византийского лектора, Козимо Медичи основал Академию Платона во Флоренции.
Рост городов-республик привёл к росту влияния сословий, не участвовавших в феодальных отношениях: мастеров и ремесленников, торговцев, банкиров. Всем им была чужда иерархическая система ценностей, созданная средневековой, во многом церковной культурой, и её аскетичный, смиренный дух. Это привело к появлению гуманизма — общественно-философского движения, рассматривавшего человека, его личность, его свободу, его активную, созидающую деятельность как высшую ценность и критерий оценки общественных институтов.
В городах стали возникать светские центры науки и искусства, деятельность которых находилась вне контроля церкви. Новое мировоззрение обратилось к античности, видя в ней пример гуманистических, неаскетичных отношений. Изобретение в середине XV века книгопечатания сыграло огромную роль в распространении античного наследия и новых взглядов по всей Европе.
Возрождение возникло в Италии, где первые его признаки были заметны ещё в XIII и XIV веках, в период проторенессанса (в деятельности семейства Тони Парамони, Пизано, Джотто, Орканья и других), но оно твёрдо установилось только с 1420-х годов. Во Франции, Германии и других странах это движение началось значительно позже. К концу XV века оно достигло своего наивысшего расцвета. В XVI веке назревает кризис идей Возрождения, следствием чего является возникновение маньеризма и барокко.

## Периоды эпохи Возрождения
Эпоха Возрождения хронологически подразделяется на 4 этапа:
1. Проторенессанс (2-я половина XIII века — XIV век);
2. Раннее Возрождение (начало XV — конец XV века);
3. Высокое Возрождение (конец XV — 1500-е—1510-е годы);
4. Позднее Возрождение (середина XVI века — 1590-е годы).

### Проторенессанс
Проторенессанс тесно связан со средневековьем, собственно он и сложился в Позднем средневековье в русле византийских, романских и готических традиций. Он делится на два подпериода: первый — до смерти художника Джотто ди Бондоне (1337). В первый период совершаются важнейшие открытия, живут и работают ярчайшие мастера. Второй приходится на бедствия чумы, обрушившейся на Италию. В конце XIII века во Флоренции возводится главное храмовое сооружение — собор Санта-Мария-дель-Фьоре под руководством Арнольфо ди Камбио, затем работу продолжил Джотто, спроектировавший кампанилу (колокольню) собора.
Основные художественные идеи и формальные новации искусства проторенессанса проявились в скульптуре (Никколо и Джованни Пизано, Арнольфо ди Камбио, Андреа Пизано). Живопись представлена двумя художественными школами: Флоренции (Чимабуэ, Джотто) и Сиены (Дуччо, Симоне Мартини). Центральной фигурой стал Джотто ди Бондоне. Он считается реформатором живописи. Джотто наметил путь, по которому пошло дальнейшее развитие: наполнение художественных форм светским содержанием, постепенный переход от фронтальных изображений к объёмным, и пространственным планам по принципу живописного рельефа, стремление передать пластическое движение фигур.

### Раннее Возрождение
Период так называемого «Раннего Возрождения» охватывает собой в Италии время с 1420 по 1500 года. В течение этих восьмидесяти лет искусство ещё не вполне отрешается от преданий недавнего прошлого, но пробует добавлять к ним элементы, заимствованные из классической древности. Памятники античности были известны и ранее, в средневековье, но их как бы не замечали. Они не были актуальны. В эпоху проторенессанса и раннего возрождения в Италии возникли попытки контаминации античных и средневековых форм изобразительного искусства и архитектуры и, следовательно, привнесения в прекрасные формы античности нового гуманистического содержания. Античность превратилась в «священную древность».
Тогда как искусство в Италии уже решительно шло по пути подражания классической древности, в других странах оно долго держалось традиций готического стиля, так называемой интернациональной готики. К северу от Альп, а также в Испании, Возрождение наступает только в конце XV столетия, и его ранний период длится приблизительно до середины следующего века.

### Высокое Возрождение
Третий период эпохи Возрождения — время самого интенсивного развития новой гуманистической культуры — принято называть «Высоким Возрождением». Он простирается в Италии приблизительно с 1500 по 1527 год. В это время центр влияния итальянского искусства из Флоренции перемещается в Рим, благодаря вступлению на папский престол Юлия II — человека честолюбивого, смелого, предприимчивого, привлёкшего к своему двору лучших художников Италии, занимавшего их многочисленными и важными работами и дававшего собой другим пример любви к художеству. При этом папе и при его ближайших преемниках Рим становится как бы новыми Афинами времён Перикла: в нём строится множество монументальных зданий, создаются великолепные скульптурные произведения, пишутся фрески и картины, до сих пор считающиеся жемчужинами живописи; при этом все три отрасли искусства стройно идут рука об руку, помогая одно другому и взаимно действуя друг на друга. Античность изучается теперь более основательно, воспроизводится с большей строгостью и последовательностью; спокойствие и достоинство заменяют собой игривую красоту, которая составляла стремление предшествовавшего периода; припоминания средневекового совершенно исчезают, и классический отпечаток ложится на все создания искусства. Но подражание древним не заглушает в художниках их самостоятельности, и они с большой находчивостью и живостью фантазии свободно перерабатывают и применяют к делу то, что считают уместным заимствовать для себя из античного греко-римского искусства.
Вершина эпохи Возрождения ознаменована творчеством трёх великих итальянских мастеров — Леонардо да Винчи (1452—1519), Микеланджело Буонарроти (1475—1564) и Рафаэля Санти (1483—1520).

### Позднее Возрождение
Позднее Возрождение в Италии охватывает период с 1530-х по 1590—1620-е годы. Искусство и культура этого времени настолько разнообразны по своим проявлениям, что сводить их к одному знаменателю можно только с большой долей условности. Например, Британская энциклопедия утверждает, что «Возрождение, как целостный исторический период закончилось с падением Рима в 1527 году». В странах Южной Европы восторжествовала Контрреформация, которая с опасением смотрела на всякое свободомыслие, включая воспевание красоты человеческого тела и воскрешение идеалов античности. Мировоззренческие противоречия и общее ощущение кризиса вылились во Флоренции в «нервное» искусство надуманных цветов и изломанных линий маньеризма. В Парму, работал Корреджо, в Риме и Неаполе — Караваджо и его последователи караваджисты. У художественных традиций Венеции была собственная логика развития; до конца 1570-х годов там творили живописец Тициан и архитектор Палладио, чьё творчество имело мало общего с кризисными явлениями в искусстве Флоренции и Рима. Однако в живописи Веронезе и, особенно, Тинторетто также проявились кризисные тенденции.

## Человек эпохи Возрождения
Философы эпохи Возрождения от Эразма Роттердамского до Мишеля Монтеня преклонялись перед разумом и созидательной деятельностью человека. Разум — это бесценный дар природы, который отличает человека от всего сущего, делает его богоподобным. Для философа-гуманиста мудрость являлась высшим благом, доступным людям, и поэтому своей важнейшей задачей они считали пропаганду классической античной литературы. В мудрости и познании, по убеждению гуманиста-просветителя, человек обретает настоящее счастье — и в этом состоит его подлинное благородство. Улучшение человеческой природы через изучение античной литературы — краеугольный камень ренессансного гуманизма.

## Наука
Развитие научных знаний в XV—XVI веках существенно повлияло на представления людей о мире и месте человека в нём. Великие географические открытия, гелиоцентрическая система мира Николая Коперника изменили представления о размерах Земли и её месте во Вселенной, а работы Парацельса и Везалия, в которых впервые после античности были предприняты попытки изучить строение человека и процессы, происходящие в нём, положили начало научной медицине и анатомии.
Крупные изменения произошли и в общественных науках. В работах Жана Бодена и Никколо Макиавелли исторические и политические процессы впервые стали рассматриваться как результат взаимодействия различных групп людей и их интересов. Тогда же были предприняты попытки разработки «идеального» общественного устройства: «Утопия» Томаса Мора, «Город Солнца» Томмазо Кампанеллы. Благодаря интересу к античности были восстановлены, выверены и напечатаны многие античные тексты. Почти все гуманисты так или иначе занимались изучением классической латыни и древнегреческого языка.
В целом, преобладающая в данную эпоху пантеистическая мистика Возрождения создавала неблагоприятный идейный фон для развития научных знаний. Окончательное становление научного метода и последовавшая за ней Научная революция XVII века связаны с оппозиционным Возрождению движением Реформации.

## Философия
Основная статья: Философия Возрождения
В 1459 году во Флоренции возрождается Платоновская академия в Кареджи.
Философы эпохи Возрождения
- Николай Кузанский
- Леонардо Бруни
- Марсилио Фичино
- Галилео Галилей
- Николай Коперник
- Джордано Бруно
- Джованни Пико делла Мирандола
- Лоренцо Валла
- Джаноццо Манетти
- Пьетро Помпонацци
- Жан Боден
- Мишель Монтень
- Томас Мор
- Эразм Роттердамский
- Мартин Лютер
- Томмазо Кампанелла
- Никколо Макиавелли